# ナッキーはつむじ風
『ナッキーはつむじ風』（ナッキーはつむじかぜ）は、1978年10月11日から1980年3月12日まで、TBS系で放送された学園ドラマである。放送時間は毎週水曜19:30 - 20:00(JST)。

## 概要
正義感の強い女子高校生・ナッキーこと星野夏樹が、親友と共に活躍する学園ドラマ。当時、人気アイドルだった榊原郁恵のドラマ初主演作である（バラエティドラマとしては、同局放映の『UFOセブン大冒険』がある）。1年半放送され、続編として『愛LOVEナッキー』が制作された。また、宮脇康之、伍代参平、野見山夏子、穂積隆信、佐藤オリエといった脇役陣も、『愛LOVE…』やその後番組の『GOGO! チアガール』（主演：三原じゅん子）へ引き続き出演した。

## あらすじ
長崎から東京の学校「一ツ木学園」へ転校してきた星野夏樹は、先輩（演:川崎麻世）に一目惚れする。しかし、先輩は夏樹の姉に好意があり、思わぬ三角関係になってしまう。そして、バドミントン部に入った夏樹は、部員やクラスメイトなどを巻き込んで色々と騒動を起こす。

## キャスト
- 星野夏樹 - 榊原郁恵
- 大原均 - 宮脇康之
- 川崎麻世……序盤に先輩・緒方浩司役で出演。終盤では別人の後輩・イサオ役を演じた。
- 星野春美 - 丸山秀美……･夏樹の姉。
- 星野洋子 - 野口ふみえ……夏樹の母。
- 浜口 - 伍代参平……バドミントン部キャプテン。
- とん子 - 野見山夏子
- 三浦教頭（第56話から校長） - 穂積隆信
- 富永小百合（鬼百合）- 佐藤オリエ
- 権堂先生 - 長沢大
- 山木先生 - 谷岡弘規
- 大田黒理事長 - 南美江
- 大原修二 - 鶴見辰吾……均の弟。
- 保夫 - 高野浩幸
- 中西 - 黒部幸英
- 大介 - 宮坂正則
- 京子 - 一ノ瀬康子
- 純子 - 荻野目慶子
- 詫摩繁春（現・宅麻伸）

## スタッフ
- プロデューサー：黒田正司（東宝）、新江幸生（東宝）、鈴野尚志（TBS）
- 原作：三宅直子
- 脚本：田口耕三、加瀬高之、田代淳二、三宅直子、筒井ともみ
- 音楽：青山八郎
- 監督：松森健、大槻義一、竹林進、加藤哲郎、日高武治
- 制作：東宝、TBS

## 主題歌・挿入歌
主題歌
- ｢あなたと夢とポップ・ロック｣（歌：榊原郁恵）
  - 作詞・作曲：佐々木勉／編曲：矢野立美

挿入歌
- 「あこがれ」（歌：榊原郁恵）
  - 作詞・作曲：佐々木勉／編曲：矢野立美

## サブタイトル
| 話数 | 放送日          | サブタイトル                      | 脚本       | 監督     | ゲスト（カッコ内は役名）                                            |
| ---- | --------------- | --------------------------------- | ---------- | -------- | ------------------------------------------------------------------- |
| 1    | 1978年 10月11日 | 台風娘がやって来た                | 田口耕三   | 松森健   |                                                                     |
| 2    | 10月18日        | キッス売ります                    | 田口耕三   | 松森健   |                                                                     |
| 3    | 10月25日        | ブラジャー、恐い!                 | 加瀬高之   | 松森健   |                                                                     |
| 4    | 11月1日         | ステキな兄貴が出来ちゃった!       | 田口耕三   | 大槻義一 | 井上純一（小泉）                                                    |
| 5    | 11月8日         | ラブレターでごめん!               | 加瀬高之   | 大槻義一 |                                                                     |
| 6    | 11月15日        | 星占いは恋占い                    | 田口耕三   | 大槻義一 | 竹井みどり（純子）                                                  |
| 7    | 11月29日        | ホロ苦いあこがれ                  | 田口耕三   | 松森健   | 竹井みどり（さとみ）                                                |
| 8    | 12月6日         | デイトで大変!                     | 加瀬高之   | 松森健   |                                                                     |
| 9    | 12月13日        | 誘拐犯人はおばあちゃん            | 田代淳二   | 松森健   | 原泉（おばあちゃん）                                                |
| 10   | 12月20日        | スケ番なんか恐くない!             | 田口耕三   | 竹林進   | 久我直子（ゆかり）                                                  |
| 11   | 12月27日        | のぞかれた成績表                  | 田口耕三   | 竹林進   |                                                                     |
| 12   | 1979年 1月10日  | ハロー!一ツ木学園                 | 加瀬高之   | 竹林進   | 宮田フィリップ（ジョージ）                                          |
| 13   | 1月17日         | 勉強以外は任しとけ!               | 田口耕三   | 松森健   | 小林容子（圭子）                                                    |
| 14   | 1月24日         | 恋の健康診断                      | 田口耕三   | 松森健   |                                                                     |
| 15   | 1月31日         | 受験シーズン・妹はつらいネ        | 加瀬高之   | 松森健   |                                                                     |
| 16   | 2月7日          | わんぱく天使の宝物                | 田口耕三   | 竹林進   | 武末政和（一）、浜村砂里（二葉）                                    |
| 17   | 2月14日         | 花のバレンタインデー              | 田口耕三   | 竹林進   |                                                                     |
| 18   | 2月21日         | 思い出さん、こんにちわ            | 加瀬高之   | 竹林進   | 羽田徹夫（空手同好会・大山）                                        |
| 19   | 2月28日         | 大脱走!ラーメン作戦               | 加瀬高之   | 松森健   | 能瀬慶子（みずき ＝ 浩司の知り合いの娘）                            |
| 20   | 3月7日          | 落ちこぼれの証明                  | 加瀬高之   | 松森健   |                                                                     |
| 21   | 3月14日         | 一人ぼっちの卒業式                | 田口耕三   | 松森健   |                                                                     |
| 22   | 3月21日         | 親孝行大作戦!                     | 三宅直子   | 竹林進   |                                                                     |
| 23   | 3月28日         | お嫁さんになっちゃった…           | 田口耕三   | 松森健   | 塩沢とき（とん子の叔母・初江）、 木村豊幸（とん子のいとこ・加治郎） |
| 24   | 4月11日         | 新学期・まとめて面倒みちゃいます! | 田口耕三   | 竹林進   |                                                                     |
| 25   | 4月18日         | 友情の危機一髪!!                  | 加瀬高之   | 竹林進   | 湯川勉（バドミントン全日本チャンピオン・正田）                      |
| 26   | 5月2日          | 試験問題が盗まれた!               |            |          |                                                                     |
| 27   | 5月16日         | 初合宿へレッツ・ゴー!             |            |          |                                                                     |
| 28   | 5月23日         | 海とロマンと迷探偵                | 加瀬高之   | 加藤哲郎 |                                                                     |
| 29   | 5月30日         | ひらけ!友情の花よ                 | 田口耕三   | 大槻義一 |                                                                     |
| 30   | 6月6日          | 大人になんかなりたくない          | 田口耕三   | 竹林進   |                                                                     |
| 31   | 6月13日         | あなたと私のマスコット            | 田口耕三   | 竹林進   |                                                                     |
| 32   | 6月27日         | お隣さんのスキャンダル!?          | 加瀬高之   | 竹林進   |                                                                     |
| 33   | 7月4日          | 涙のあとの七夕さま                | 田口耕三   | 大槻義一 | 氏家修（谷田部）                                                    |
| 34   | 7月18日         | 翔んでたたいた一週間              | 加瀬高之   | 大槻義一 |                                                                     |
| 35   | 7月25日         | 真夏の昼のスターの夢              | 田口耕三   | 日高武治 | ※この回、榊原が「立花ゆかり」役と二役を演じる                       |
| 36   | 8月1日          | フィーバー!おばあちゃんの初恋     | 筒井ともみ | 大槻義一 | 賀原夏子（夏樹の祖母）、明石潮（与作）                              |
| 37   | 8月8日          | 盗まれたまごころ                  | 田口耕三   | 日高武治 | 三浦リカ（きよ子）                                                  |
| 38   | 8月15日         | 尼さん入門                        | 加瀬高之   | 日高武治 |                                                                     |
| 39   | 8月22日         | ウォンテッド見つけた!!            | 加瀬高之   | 大槻義一 |                                                                     |
| 40   | 8月29日         | 私は鳩になりたい                  | 田口耕三   | 日高武治 |                                                                     |
| 41   | 9月5日          | 迷子の結婚指輪                    | 田口耕三   | 大槻義一 |                                                                     |
| 42   | 9月12日         | 洗って洗って洗って回る            | 加瀬高之   | 日高武治 | 土方弘（保夫の父・昌平）                                            |
| 43   | 9月26日         | 赤ちゃん・出来ちゃった!?          | 田口耕三   | 大槻義一 | 頭師孝雄（赤ちゃんの父親）                                          |
| 44   | 10月10日        | 蝶になるまで待って!!              | 田口耕三   | 竹林進   | 東野英心（浩司の兄・卓也）                                          |
| 45   | 10月17日        | 大学受験まっしぐら                | 田口耕三   | 大槻義一 |                                                                     |
| 46   | 10月24日        | 初恋よさようなら                  | 田口耕三   | 大槻義一 | 斉藤浩子（真弓）                                                    |
| 47   | 10月31日        | 大混線!恋の相手は…                | 加瀬高之   | 大槻義一 |                                                                     |
| 48   | 11月7日         | あなた、買います!                 | 田口耕三   | 日高武治 | 佐竹明夫（そば屋・倉田）                                            |
| 49   | 11月14日        | 恋人ごっこは怪我のもと            | 田口耕三   | 日高武治 | 木ノ葉のこ（みどり ＝ 中西の恋人）                                  |
| 50   | 11月28日        | 虹をつかんだ待ちぼうけ            |            |          |                                                                     |
| 51   | 12月5日         | なにわ生まれの王子さま            | 田口耕三   | 大槻義一 |                                                                     |
| 52   | 12月12日        | 300万円拾ったが…                  | 田口耕三   | 大槻義一 |                                                                     |
| 53   | 12月19日        | 就職戦線異常あり                  | 田口耕三   | 大槻義一 | 高原駿雄（とん子の父・直吉）、 佐々木すみ江（とん子の母・和江）     |
| 54   | 12月26日        | おばあちゃんも翔んでます!         | 田口耕三   | 日高武治 | 小峰千代子（ハル）                                                  |
| 55   | 1980年 1月9日   | ナヌッ?留年しろだって!            | 田口耕三   | 日高武治 | 堀越陽子（千代 ＝ 三浦の婚約者）                                    |
| 56   | 1月16日         | (秘)卒業記念大作戦                | 加瀬高之   | 日高武治 |                                                                     |
| 57   | 1月23日         | あたまに火がついた!               | 田口耕三   | 大槻義一 |                                                                     |
| 58   | 1月30日         | 受験の朝、突然に…                 | 田口耕三   | 大槻義一 | 橋満耕司（進）、根本嘉也（根本巡査）                                |
| 59   | 2月6日          | 能登半島に虎が出た!               | 加瀬高之   | 日高武治 | 和栗正明（虎吉）、斉藤恵子（虎吉の姉・冴子）                        |
| 60   | 2月13日         | 涙の御陣乗太鼓                    | 加瀬高之   | 日高武治 |                                                                     |
| 61   | 2月20日         | やったぜ!“結婚宣言”               | 田口耕三   | 日高武治 | 山本伸吾（杉原）                                                    |
| 62   | 2月27日         | 鬼百合の目にも涙                  | 田口耕三   | 大槻義一 | 上原謙（姉小路 ＝ 小百合の祖父）                                    |
| 63   | 3月5日          | 誘拐危機一髪!!                    | 田口耕三   | 大槻義一 | 鰐石鈴子（みち子）、田中明夫（みち子の父・卓造）                    |
| 64   | 3月12日         | 仰げば尊し…いざ、さらば!!         | 田口耕三   | 大槻義一 | 鈴木光枝（おでん屋・ハナ）                                          |

## 主なネット局
特記事項が無い限り全てTBS系列。
- TBS
- 北海道放送
- 青森テレビ
- 岩手放送（現・IBC岩手放送）
- 東北放送
- 福島テレビ（放送当時はTBS系列およびフジテレビ系列とのクロスネット局）
- 新潟放送
- テレビ山梨
- 富山テレビ（フジテレビ系列。本放送終了後の1980年4月5日から1981年3月28日まで土曜 18:00 - 18:30枠にて放送[1]）
- 静岡放送
- 中部日本放送（現・CBCテレビ）
- 毎日放送
- 山陰放送
- 山陽放送（現・RSK山陽放送）
- 中国放送
- テレビ山口（放送当時はTBS系列およびフジテレビ系列とのクロスネット局）
- テレビ高知
- RKB毎日放送
- 長崎放送
- 大分放送
- 宮崎放送
- 南日本放送
- 琉球放送

## コミカライズ
- 「小学六年生」（小学館）1979年7月号付録「小六TVコミック」に、行田ときえによって第31話のコミカライズ版が読み切り掲載された。なおこの付録には、同時期に榊原が主演したバラエティドラマ『少女探偵スーパーW』も掲載された。